# Kasteel Coninxdonck

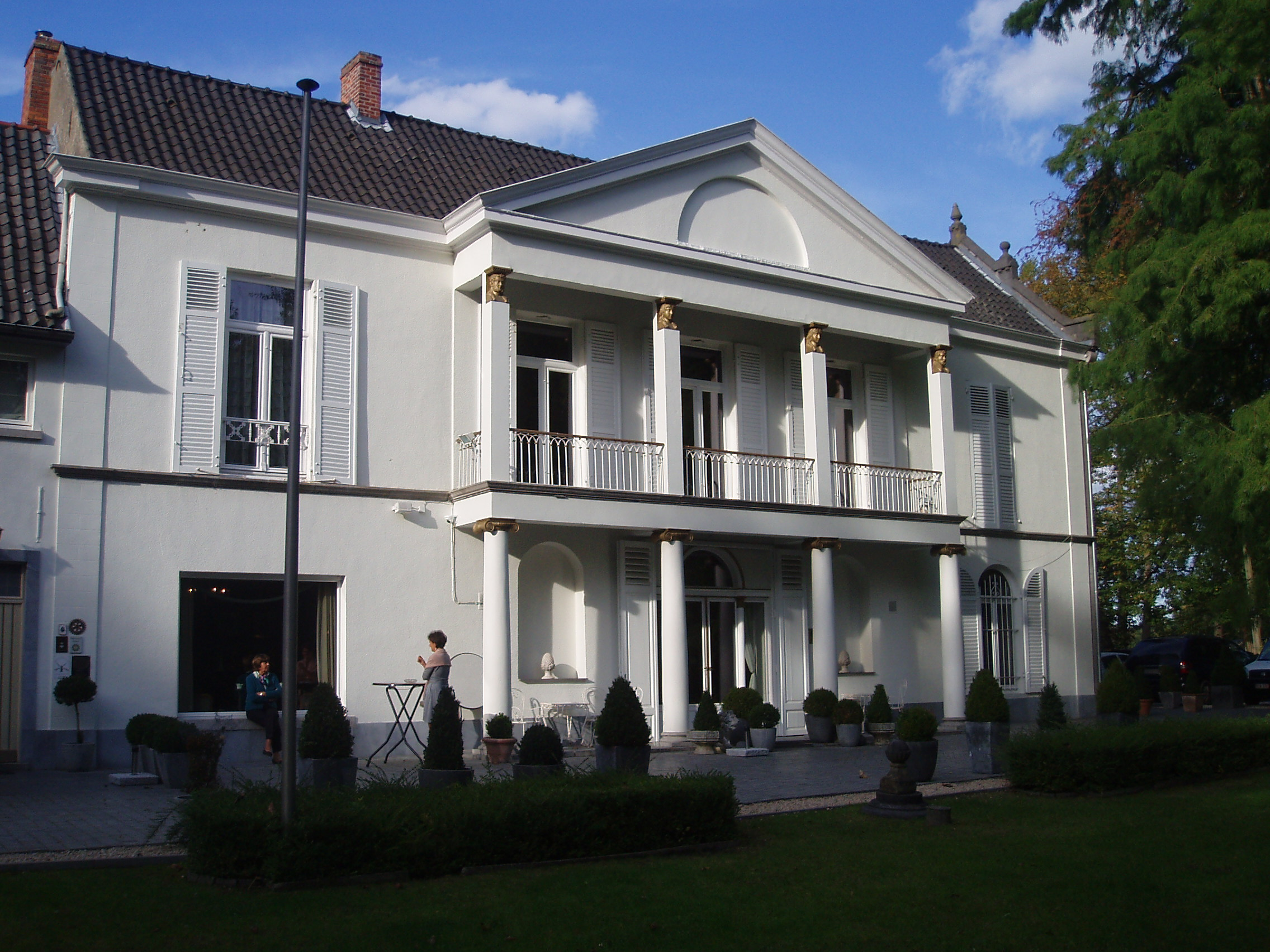
Kasteel Coninxdonck

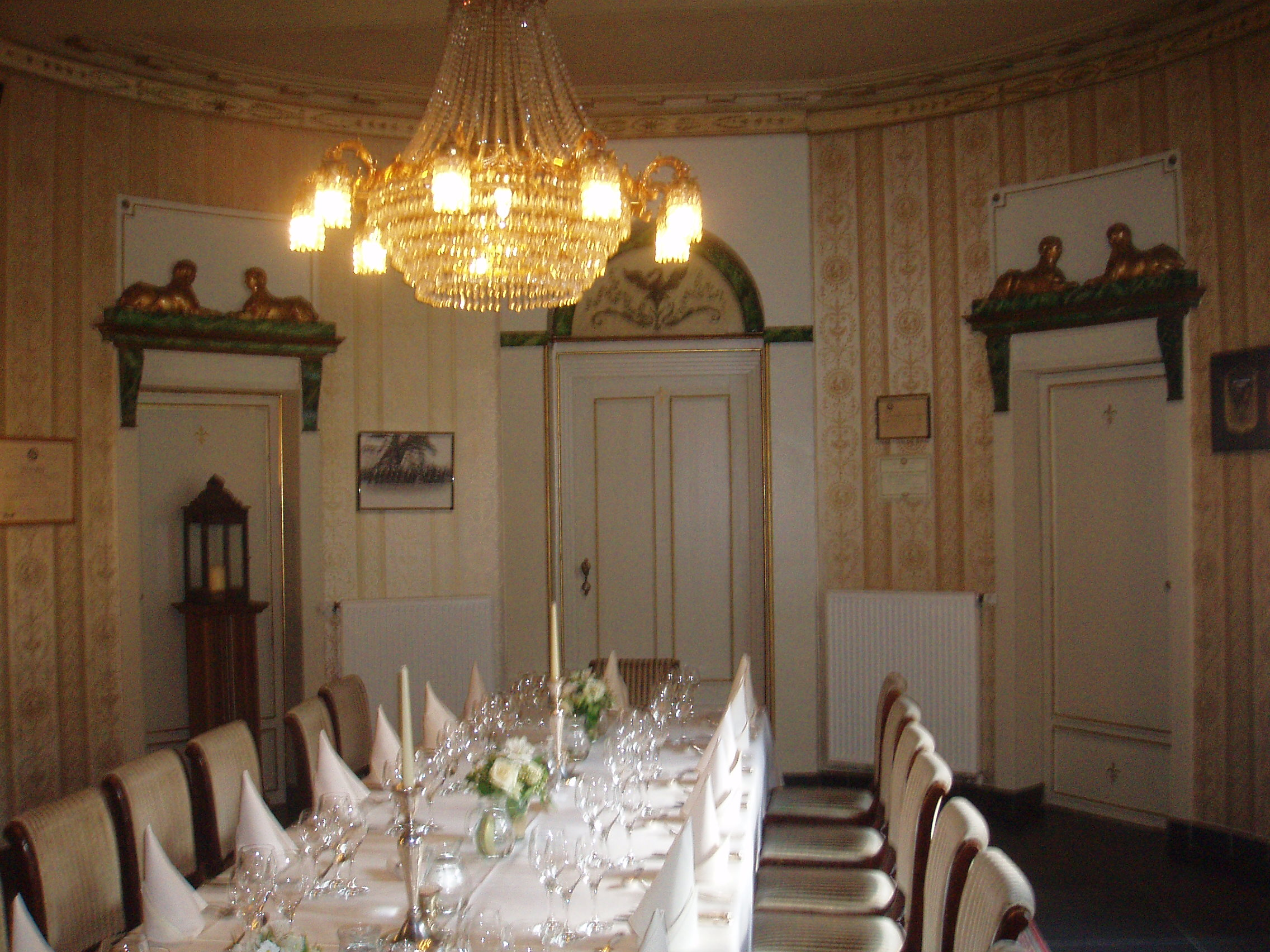
Zaal in empirestijl

Het Kasteel Coninxdonck (ook: Slooverskasteel) is een kasteel in de tot de gemeente Gent behorende plaats Gentbrugge, gelegen aan de Koningsdonkstraat 116-120.

## Geschiedenis
Een ouder kasteel op deze plaats wordt genoemd in 1313, toen het eigendom was van Elisabeth Muysconinckx die vrouwe was van Coninxdonck en gehuwd met Boudewijn Borluut. Mogelijk zin de fundamenten van dit kasteeltje nog aanwezig. Het huidige kasteeltje is begin 19e-eeuws en gebouwd in empirestijl. In 1890 werd het nog uitgebreid.

## Gebouw
Het kasteel ligt in de noordoosthoek van een omgracht domein. Het domein omvat verder een omgrachte hoeve, een vijver, bijgebouwen en een boomgaard. De voorgevel heeft een portiek van twee bouwlagen voorzien van pilaren en gekroond door een driehoekig fronton. In het kasteel bevinden zich nog twee salons en een centrale hal in empirestijl.
Bijgebouwen zoals een tuinhuis en een dienstwoning met stallen en koetshuis, dateren van 1890.